# حمله به مقرهای نظامی چابهار، راسک و سرباز
حمله به مقرهای نظامی راسک، چابهار و سرباز در بامداد پنجشنبه ۱۶ فروردین ۱۴۰۳ توسط اعضای جیش‌العدل انجام شد. جیش العدل به ۶ نقطه نظامی که شامل مقر دریابانی فراجا، کلانتری ۱۱ و مرکز آگاهی فراجا در چابهار، ستاد فرماندهی سپاه چابهار، سپاه ناحیه راسک و پایگاه محلی سپاه پاسداران در جاده سرباز_راسک است به شکل همزمان حمله کرد. پس از گذشت ۱۲ ساعت این جنگ پایان یافت.
گروه جیش العدل با انتشار بیانیه‌ای هدف این حمله را «ناکام گذاشتن طرح توسعه سواحل مَکُران» عنوان کرد.

## واکنش‌ها
- محمود عباس‌زاده، ادعا کرد دلیل ناآرامی‌ها و حمله‌های اخیر در استان سیستان و بلوچستان پناه دادن حکومت پاکستان به شبه‌نظامیان و مدیریت داخلی بعضی از مقام‌های نظام جمهوری اسلامی ایران است.[۶]
- عبدالحمید اسماعیل‌زهی در خطبه‌های نماز جمعه بدون محکوم کردن این حمله،[۷] به دو طرف توصیه کرد به جای درگیری با هم گفتگو کنند.[۸]
- وزارت امور خارجه پاکستان ضمن محکوم کردن این حمله، بر عزم خود برای همکاری با تهران در مسیر مبارزه با تروریسم تأکید کرد.[۹]
- محمدباقر محمدی لائینی: «سربازان نظام در بعد امنیت خوش درخشیدند و شاهدیم کارگزاران نظام برای رفع مشکلات تلاش دارند و ما باید قدردان خدمات سربازان نظام در تحقق امنیت کشور باشیم.»[۱۰]

## جزئیات حمله و گروگان‌گیری
این حمله به چهار نقطه از اماکن عمومی و پایگاه‌های نظامی و انتظامی انجام شد. مقرهای سپاه پاسداران انقلاب اسلامی در شهرهای راسک و چابهار و مقر دریابانی در چابهار و کلانتری ۱۱ چابهار مکان‌های مورد حمله است. مهاجمان در این عملیات، عمدتاً انتحاری بودند.
دو تن از مهاجمان به کلانتری ۱۱ چابهار حمله کردند که پس از عدم موفقیت به آپارتمان‌های مسکونی و مجاور متعرض و اقدام به گروگان‌گیری نمودند که با حضور واحدِ تخصصیِ رهاییِ گروگان پنج خانواده‌یِ دربند آزاد شدند.

## جان‌باختگان
در جریان این حمله ۱۲ نفر از سپاه پاسداران و ۴ نفر از نیروی انتظامی و ۱۸ نفر از مهاجمان کشته شدند. اسامی جان‌باختگان به شرح زیر است:
| نام                    | مذهب         | یگان خدمتی                           | محل دفن                                        |
| ---------------------- | ------------ | ------------------------------------ | ---------------------------------------------- |
| احمد حبیبی‌فر           | شیعه         | سپاه پاسداران انقلاب اسلامی          | گلزار شهدای زاهدان                             |
| سعید جهان تیغ          | شیعه         | سپاه پاسداران انقلاب اسلامی          | گلزار شهدای زابل                               |
| امیر محسن حسن‌نژاد      | شیعه         | سپاه پاسداران انقلاب اسلامی          | گلزار شهدای خلدبرین - یزد                      |
| حسین انتظاریان اردکانی | شیعه         | سپاه پاسداران انقلاب اسلامی          | گلزار شهدای اردکان                             |
| حسین سرسنگی            | شیعه         | سپاه پاسداران انقلاب اسلامی          | گلزار شهدای خلدبرین - یزد                      |
| حامد عبداللهی          | بلوچ شیعه    | سپاه پاسداران انقلاب اسلامی          | روستای چاه خدابخش - دلگان                      |
| محمدحسین بامری         | بلوچ شیعه    | بسیجی                                | آرامستان لدی - دلگان                           |
| جابر بلوچی جان         | اهل سنت      | بسیجی                                |                                                |
| عیسی آسکانی            | اهل سنت      | بسیجی                                |                                                |
| امین دهانی             | اهل سنت      | بسیجی                                |                                                |
| انور پاشاه             | اهل سنت      | بسیجی                                |                                                |
| محمد بچوه              | بلوچ اهل سنت | سرباز                                | روستای رمین چابهار                             |
| عباسعلی میر            | شیعه         | فرماندهی انتظامی جمهوری اسلامی ایران | روستای حیدر آباد شهر زابل                      |
| مسلم کریمی             | شیعه         | فرماندهی انتظامی جمهوری اسلامی ایران | شهرک سالارهامون- زابل                          |
| جواد جهان بیگی         | شیعه         | فرماندهی انتظامی جمهوری اسلامی ایران | گلزار شهدای شهرستان کلاله                      |
| سید محسن حسین‌نیا       | شیعه         | فرماندهی انتظامی جمهوری اسلامی ایران | آستانه بی بی حلیمه خاتون-روستای روشندان بهنمیر |